# Kate Linder
Kate Linder, pseudonimo di Catherine Kallick (Pasadena, 2 novembre 1947), è un'attrice e modella statunitense, conosciuta soprattutto per la sua interpretazione di Esther Valentine nella soap-opera Febbre d'amore sin dal lontano 1982.

## Biografia
Dopo essersi diplomata a pieni voti alla "San Francisco university", Kate Linder trovò impiego nei primi anni di carriera come fotomodella, lavorando saltuariamente in televisione ed apparendo anche nel film Rocky III, (1982), diretto da Sylvester Stallone. 
Contemporaneamente, scarseggiando gli ingaggi, sfruttando la sua perfetta padronanza delle lingue, cominciò a lavorare come hostess per la American Airlines. Finalmente, nel 1988, venne chiamata per interpretare il ruolo per cui è tutt'oggi ricordata: quello di Esther Valentine in Febbre d'amore.
Per il contributo inestimabile donato negli anni alla televisione statunitense, la Linder, nel 2008, si è guadagnata una stella nell'Hollywood Walk of Fame. È una degli unici quattro attori al mondo ad aver ottenuto una stella grazie ad una soap-opera: gli altri tre sono Macdonald Carey, Jeanne Cooper e Susan Lucci.
Kate Linder è tutt'oggi molto attiva nel volontariato e nella beneficenza, soprattutto nella lotta contro l'AIDS, ed ha lei stessa fondato un'organizzazione: la ALS Association.

## Vita privata
A differenza di molte dive dello star-system, Kate Linder ha avuto una vita privata molto tranquilla e povera di eventi: è infatti stata sposata dal 1976, (curiosità: i due hanno convolato a nozze il giorno di San Valentino), con il dott. Ronald Leitner, medico chirurgo deceduto nel 2017.
La Linder è alta 1 m e 63 cm.

## Cinema
- The Expatriate, regia di Philipp Stölzl (2012)
- Mother's Day, regia di Garry Marshall (2016)
- La voce della pietra (Voice from the Stone), regia di Eric Dennis Howell (2017)

## Televisione
- Febbre d'amore - soap opera (1982-in corso)
- Beautiful - soap opera (2023)